# 올림픽 세인트키츠 네비스 선수단
올림픽 세인트키츠 네비스 선수단은 세인트키츠 네비스 대표로 올림픽에 참가하는 선수단이다. 세인트키츠 네비스는 1996년에 올림픽에 처음 참가했으며 그 이후로 매년 하계 올림픽에 출전해 왔다. 이 나라는 올림픽 메달을 획득한 적이 없으며 동계 올림픽에 출전한 적도 없다.
세인트키츠 네비스는 육상 경기에만 출전했으며 메달을 획득한 적이 없다.